# Barry (Illinois)
Barry – miasto w Stanach Zjednoczonych, w stanie Illinois, w hrabstwie Pike.